# Каменка (Житомирский район)
Ка́менка (укр. Кам'янка) — село на Украине, находится в Житомирском районе Житомирской области.
Код КОАТУУ — 1822083201. Население по переписи 2001 года составляет 602 человека. Почтовый индекс — 12410. Телефонный код — 412. Занимает площадь 1,303 км².

## Адрес местного совета
12410, Житомирская область, Житомирский р-н, с. Каменка, ул. Сосновая, 1